# 風のクロノア ムーンライトミュージアム
『風のクロノア ムーンライトミュージアム』 (-Moonlight Museum) は、1999年5月20日にナムコ（後のバンダイナムコゲームス）によって開発、バンダイより発売されたワンダースワン用アクションゲームソフト。風のクロノアシリーズの一作。ストーリー上の直接な繋がりはないものの、『風のクロノア door to phantomile』の続編である。日本国内でのみ発売。

## 概要
ワンダースワンの表現能力を考慮してか完全2Dとなり、ブロック状の「ハコ」を用いた仕掛けなど、パズル要素が強まっている。このプレイシステムは、同じく携帯ゲーム機向けである『風のクロノア 〜夢見る帝国〜』や『風のクロノアG2』へも継承された。
風玉を受けた敵や「ハコ」を持つと、前方にいる別の敵を倒すことか、通常の2倍の高さのジャンプができる。また、ジャンプボタンを押し続けると、クロノアに大きな耳で羽ばたきをさせることにより、短期間空中に浮遊すること、クロノアのジャンプ距離をわずかに伸ばすことができる。
30のビジョンをすべてクリアすると、ボーナスステージ「EX」に進むことができる。EXは新たにタイムレコードが記録される、タイムアタックステージである。プレイは物語の本筋とは関係ない。

## ストーリー
クロノアとヒューポーは、美術館にいる奇妙な芸術家たちによって月をカケラにされ、盗まれたと泣いている小さな女の子に出会う。そこで2人は美術館へ入ると、中でピクーという画家に出会う。クロノアとヒューポーは、月を空に戻すため、芸術家たちの創りだした美術館の30のビジョンをクリアしてすべての月のカケラを見つけなければならないのだった…

## ステージ
ゲームは5つのワールドに分けられ、その世界は「ビジョン」という6つのステージに分けられる。各ビジョン内に散らばる3つの月のかけらを集めると月の扉を開けるようになりビジョンクリアとなる。また、30個の夢のかけら（5つ分に相当する大きなかけらもある）がそれぞれのビジョンにあり、これを集めると、ワールド終了後にテーマ絵とステージのBGMを鑑賞できる。また、クロノアのライフを増やせるアイテムもある。
- World 1 「静けきふるさと」 ピクーの描いた草原の絵の世界。
- World 2 「巨人のとりで」 トレッフルの制作した巨大の彫像の世界。
- World 3 「笑う監獄」 クーフの描いたホラーコミックの世界。
- World 4 「雲の宮殿」 カホーの撮影した雲の宮殿の写真の世界。
- World 5 「みがってな美術館」 「ゲージュツ」のために月を独占した美術館の世界。
- World EX 「クロノア月光大作戦」 美術館が用意した「とびっきりのゲージュツ」の世界。シリーズ恒例の高難度ステージ。

## キャラクター
- クロノア - 月を元通りにするため、奇妙な美術館の中へ行くことになった、ゲームのヒーロー。
- ヒューポー - 顔が浮かぶ青いボールに似たクロノアの友達。主にクロノアへ助言する。
- 女の子 - 月が無くなってしまったことに泣いていた女の子
- ピクー - 眼鏡をかけたシマシマのトカゲ。クロノアが美術館に入ってまず会う画家。自分の描いた絵、『静けきふるさと』に月のカケラを隠した。特別のブラシとキャンバスを使用し、クロノアをわなに掛ける。
- トレッフル- トサカ頭の黒い眼鏡をかけた額にバッテン印のキズのある鳥の彫刻家。大柄でクロノアとヒューポーが入れる巨像『きょじんのとりで』に月のカケラを隠した。
- クーフ - ネクタイを付けたイルカ。ホラー漫画『笑う監獄』に月のカケラを隠した。クロノアをわなに掛ける狂気の漫画家。
- カホー - 魔法のカメラを用い、レンズの向こう側の作品『雲の宮殿』に月のカケラを隠した。クロノアとヒューポーをわなに掛ける、女性写真家。
- 美術館 - 芸術のために人々の夢を奪う生きた『身勝手な美術館』。芸術と夢は同じものであり、月が夢を照らすなら芸術もまた照らされるべきと月のカケラを隠した。